# Pyticeropsis bruchi
Pyticeropsis bruchi là một loài bọ cánh cứng trong họ Cleridae. Loài này được Schenkling miêu tả khoa học năm 1916.